# Хокеј на леду за жене на Зимским олимпијским играма
Хокеј на леду за жене уврштен је у програм Зимских олимпијских игара 1998 у Нагану у Јапану, а у мушкој конкуренцији је био у програму Летњих олимпијских игара у Антверпену 1920, да би 1924. прешао у програм Зимских олимпијских игара у Шамонију.
Медаље су освајале само четири репрезентације, а навише успеха до сада је имала екипа Канаде која је на досадашња три такмичења освојила 2 златне и једну сребрну медаљу.

## Освајачи медаља у хокеју на леду за жене
| 1998. детаљи | Нагано         | · САД  | 3 : 1 | Канада  | Финска  | 4 : 1 | Кина    |
| 2002 детаљи  | Солт Лејк Сити | Канада | 3 : 2 | · САД   | Шведска | 2 : 1 | Финска  |
| 2006 детаљи  | Торино         | Канада | 4 : 1 | Шведска | · САД   | 4 : 0 | Финска  |
| 2010 Детаљи  | Солт Лејк Сити | Канада | 3 : 2 | · САД   | Финска  | 3 : 2 | Шведска |

#### Биланс медаља
Стање после ЗОИ 2010.
| Место | Екипа            |   |   |   | Укупно |
| ----- | ---------------- | - | - | - | ------ |
| 1     | Канада           | 3 | 1 | 0 | 4      |
| 2     | Сједињене Државе | 1 | 2 | 1 | 4      |
| 3     | Шведска          | 0 | 1 | 1 | 2      |
| 3     | Финска           | 0 | 1 | 1 | 2      |
|       | Укупно (4)       | 3 | 3 | 3 | 9      |